# Valentīna Freimane
Valentīna Freimane geb. Loewenstein (* 18. Februar 1922 in Riga; † 16. Februar 2018 in Berlin) war eine lettische Film- und Theaterwissenschaftlerin jüdischer Abstammung. In verschiedenen Rigaer Verstecken überlebte sie von 1941 bis 1944 den Holocaust.

## Leben
Valentīnas Vater Leopold entstammte einer deutschsprachigen jüdischen Familie aus Kurland, ihre Mutter Eva, eine geborene Lulow (eigentlich Lulaf), einer russischsprachigen jüdischen Kaufmannsfamilie aus St. Petersburg, die kurz vor dem Ersten Weltkrieg nach Liepāja übersiedelte. Die junge Familie Loewenstein zog 1923 aus beruflichen Gründen von Riga nach Paris und zum Jahreswechsel 1926/27 nach Berlin, wo Leopold als Rechtsberater bei der UFA tätig war; dadurch entwickelten sich Bekanntschaften mit Filmstars wie Anny Ondra und Karel Lamač, die in der Pension Bergmann, wo die Loewensteins lebten, ein und aus gingen. Nachdem sie in Berlin eingeschult worden war, lebte Valentīna seit 1931 in Riga bei ihren Großeltern und besuchte eine deutsche Schule. Die Eltern sahen sich 1935 gezwungen, Berlin zu verlassen, und gingen ebenfalls nach Riga.
Nach der sowjetischen Besetzung Lettlands 1940 wurde ein sowjetischer Offizier in der Wohnung zwangseinquartiert. Im Juni 1941 heiratete sie den Medizinstudenten Dietrich Feinmanis; durch einen behördlichen Fehler erhielt sie den Nachnamen Freimane.
Nach der deutschen Besetzung Lettlands im Juni 1941 wurden ihre Eltern und alle anderen Angehörigen ins Rigaer Ghetto verschleppt und später ermordet; von ihrer Mutter entschieden dazu ermutigt, versteckte sie selbst sich bei ihrem Mann. Bei einer Hausdurchsuchung konnte sie unerkannt entkommen, während ihr Mann verhaftet wurde und später in einem Rigaer Gefängnis umkam. Valentīna Freimane konnte dank guter Beziehungen nacheinander an mehreren Orten Unterschlupf finden, darunter anderthalb Jahre bei dem Minderheitenpolitiker und Journalisten Paul Schiemann, der sich im Gegensatz zu den meisten Deutschbalten geweigert hatte, „heim ins Reich“ umzusiedeln. Er diktierte ihr seine Memoiren. Nach seinem Tod im Juni 1944 konnte sie sich in einer Wohnung in der Rigaer Altstadt verstecken, wo sie den Einmarsch der Roten Armee am 13. Oktober 1944 erlebte.
Nach dem Zweiten Weltkrieg hatte Freimane in der sowjetischen Diktatur sowohl wegen ihrer großbürgerlichen und supranationalen Herkunft als auch als überlebende Jüdin mit Schwierigkeiten zu kämpfen; dennoch konnte sie eine Karriere als Film- und Theaterwissenschaftlerin machen. 1949 absolvierte sie ein Studium an der historischen Fakultät der Lettischen Staatsuniversität; von 1950 bis 1963 arbeitete sie in Liepāja als Pädagogin sowie als Redakteurin bei der Tageszeitung Komunists. Von 1962 bis 1965 studierte sie als Externe am Staatlichen Institut für Theaterkunst in Moskau, promovierte und war von 1968 bis 1980 am Institut für Sprache und Literatur an der Lettischen Akademie der Wissenschaften tätig. Bis 1989 unterrichtete sie Theatergeschichte an der Fakultät für Theater am Lettischen Staatskonservatorium. Durch ihre ausgezeichneten Kontakte zu Moskauer Künstlerverbänden gelang es ihr, halblegal Filme aus der ganzen Welt, die in der UdSSR nicht öffentlich gezeigt werden durften, nach Riga zu holen und ihren Studenten im Rahmen des von ihr gegründeten und geleiteten, inzwischen zur Legende gewordenen „Kinolektoriums“ vorzuführen. Einer ihrer Studenten war damals der spätere Theaterregisseur Alvis Hermanis. 2001 erhielt Freimane für ihr Wirken den Drei-Sterne-Orden der Republik Lettland.
Seit der Wiederherstellung der Unabhängigkeit der Republik Lettland und der damit einhergehenden Reisefreiheit verbrachte Valentīna Freimane ihren Lebensabend überwiegend in Berlin in der Nähe ihrer engen Freunde Henning Rischbieter und Michail Ryklin; seit Mitte der 1990er Jahre war sie auch für Deutschlandradio tätig und gab Seminare an der Freien Universität Berlin.
2010 erschien in Lettland ihre Autobiographie Ardievu, Atlantīda!, die dort zum Bestseller wurde und ihr Leben bis zum 13. Oktober 1944 beschreibt. Die deutsche Übersetzung ist im März 2015 unter dem Titel Adieu, Atlantis. Erinnerungen im Wallstein Verlag erschienen. Nach Motiven des Buches schrieb der lettische Komponist Arturs Maskats die Oper Valentina.
Die Arbeit am zweiten Band ihrer Erinnerungen, der den Zeitraum von Oktober 1944 bis etwa 1962 umfassen sollte, blieb unvollendet.
Der Filmemacher Rosa von Praunheim porträtierte sie in seinem Kurzfilm Valentina (2012).

## Werke
- Ardievu, Atlantīda!, Atēna, Riga 2010, ISBN 978-9984-34-410-2.
  - russische Übersetzung von Eva Gurviča und Roald Dobrovensky: Валентины Фреймане: Прощай, Атлантида!, Atēna, Riga 2012, ISBN 978-9984-344-34-8[4][5].
  - deutsche Übersetzung von Matthias Knoll: Adieu, Atlantis. Erinnerungen, Wallstein Verlag, Göttingen 2015, ISBN 978-3-8353-1603-4.
- Personības un parādības (Persönlichkeiten und Phänomene), Liesma, Riga 1986.
- Latviešu padomju teātra vēsture (Geschichte des lettischen sowjetischen Theaters), 2 Bde.; Mitarbeit Bd. 1: Kapitel 5 Jaunatnes teātris (1944–1954) und 6 Liepājas teātris (1944–1954), Bd. 2: Kapitel 4 Ļeņina komjaunatnes Jaunatnes teātris (1954–1970) und 5 Liepājas teātris (1954–1970), Zinātne, Riga 1973.
- Liepājas teātra 50 gadi (50 Jahre Theater Liepāja), Latvijas Valsts izdevniecība, Riga 1958.

## Filmporträts
- Valentīna Freimane im Interview in der ZDF-Sendung aspekte vom 27. Februar 2015
- Rosa von Praunheim: Valentina – Eine lettische Jüdin (22 Min., 2012) in der Reihe „Starke Frauen – Jüdische Lebenswelten“[6]